# Vieux-Moulin (Québec)
Pour les articles homonymes, voir Vieux-Moulin.
Le Vieux-Moulin est un des 35 quartiers de la ville de Québec et l'un des cinq qui sont situés dans l'arrondissement Beauport. Il est limité à l'est par la rivière Beauport, au sud par le fleuve Saint-Laurent et au nord et à l'ouest par les limites de l'arrondissement.

## Histoire
De 1913 à 1976, la plus grande partie du quartier constituait la municipalité de Giffard, nommée en l'honneur de Robert Giffard, médecin et pionnier de la Nouvelle-France. L'hôpital Robert-Giffard et ses alentours immédiats constituait de son côté une municipalité distincte sous le nom de Saint-Michel-Archange. En 1976 ,les deux furent fusionnés avec la ville de Beauport jusqu'en 2002, lorsque cette ville fut réunie à Québec.
Le quartier a la particularité d'accueillir la plus grande terre agricole enclavée au sein de la ville de Québec. Ce grand territoire est acquis en 2014 par le groupe immobilier Dallaire. qui souhaite y ériger 6500 unités d'habitation dans les quinze prochaines années.

## Portrait du quartier

### Artères principales
- Autoroute Félix-Leclerc (autoroute 40)
- Autoroute Dufferin-Montmorency (autoroute 440)
- Avenue Royale (route 360)
- Avenue Saint-David
- Avenue Clemenceau
- Boulevard Sainte-Anne
- Avenue D'Estimauville
- Avenue du Bourg-Royal

### Parcs, espaces verts et loisirs
- Parc des Cascades
- Baie de Beauport
- Centre de loisirs le Pavillon Royal
- Centre sportif Alexis-Bérubé

### Édifices religieux
- Église Saint-Ignace de Loyola[2] (1934)
- Église Notre-Dame de l'Espérance[3] (1963)

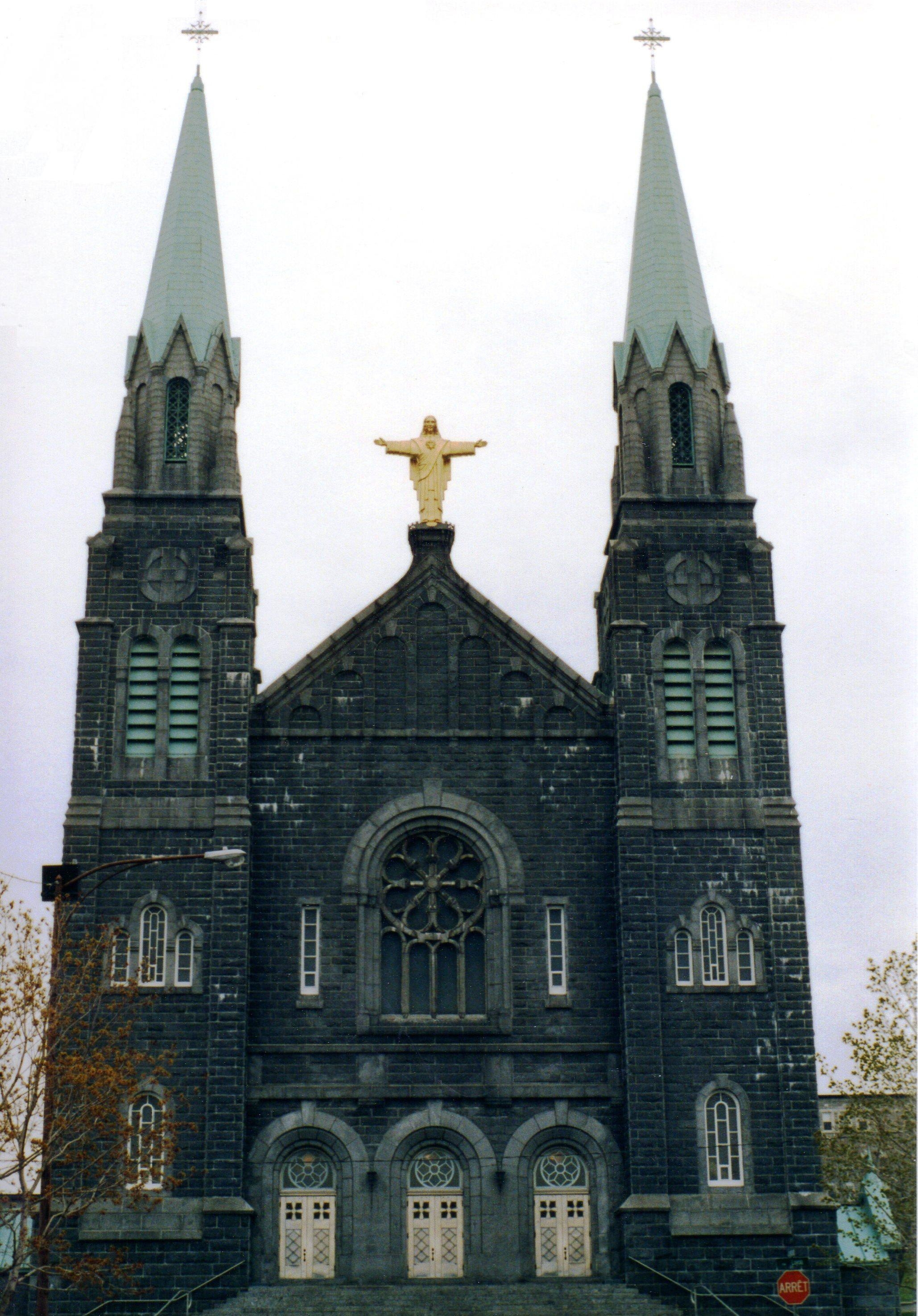
Église Saint-Ignace de Loyola
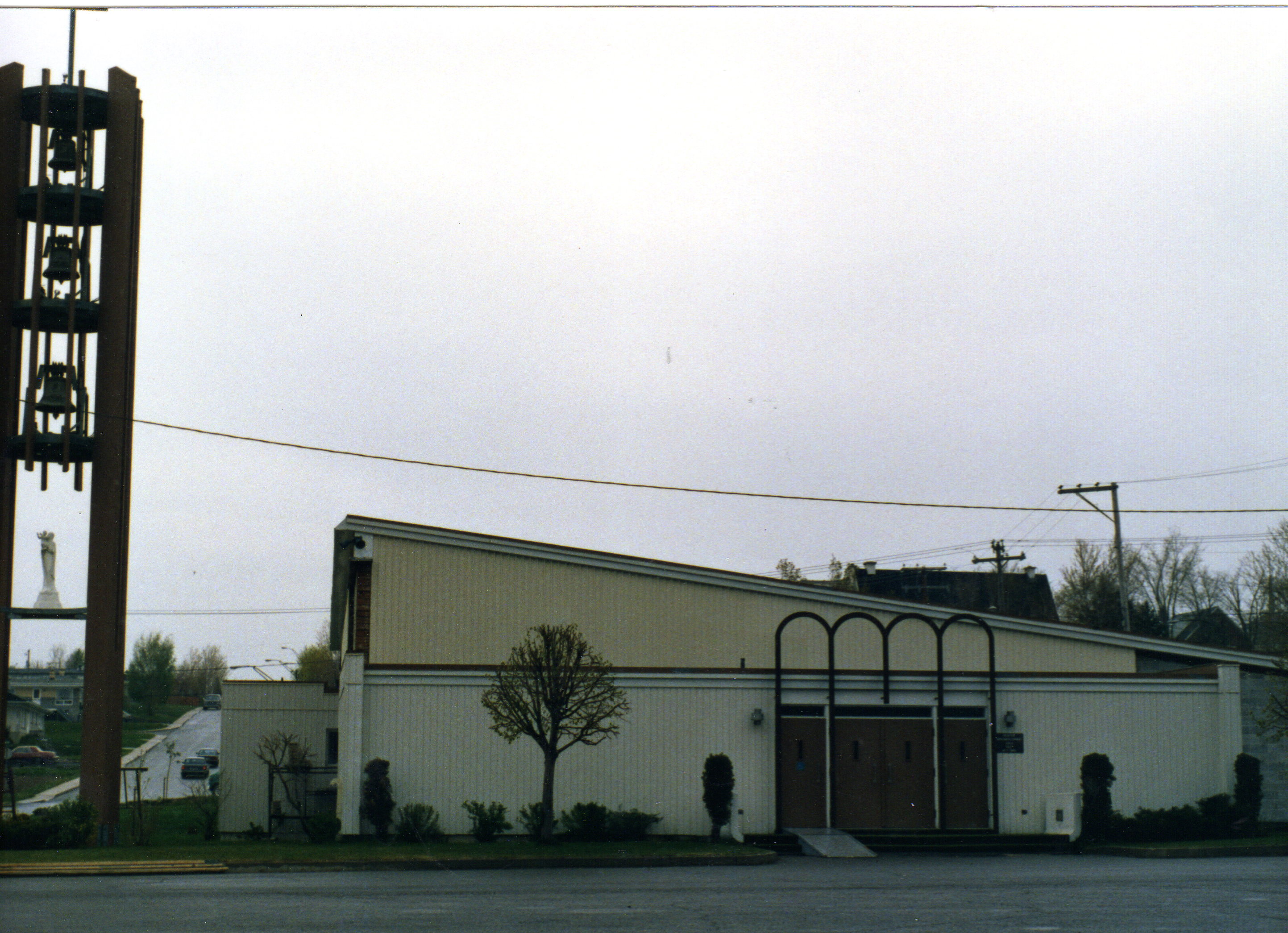
Église Notre-Dame de l'Espérance
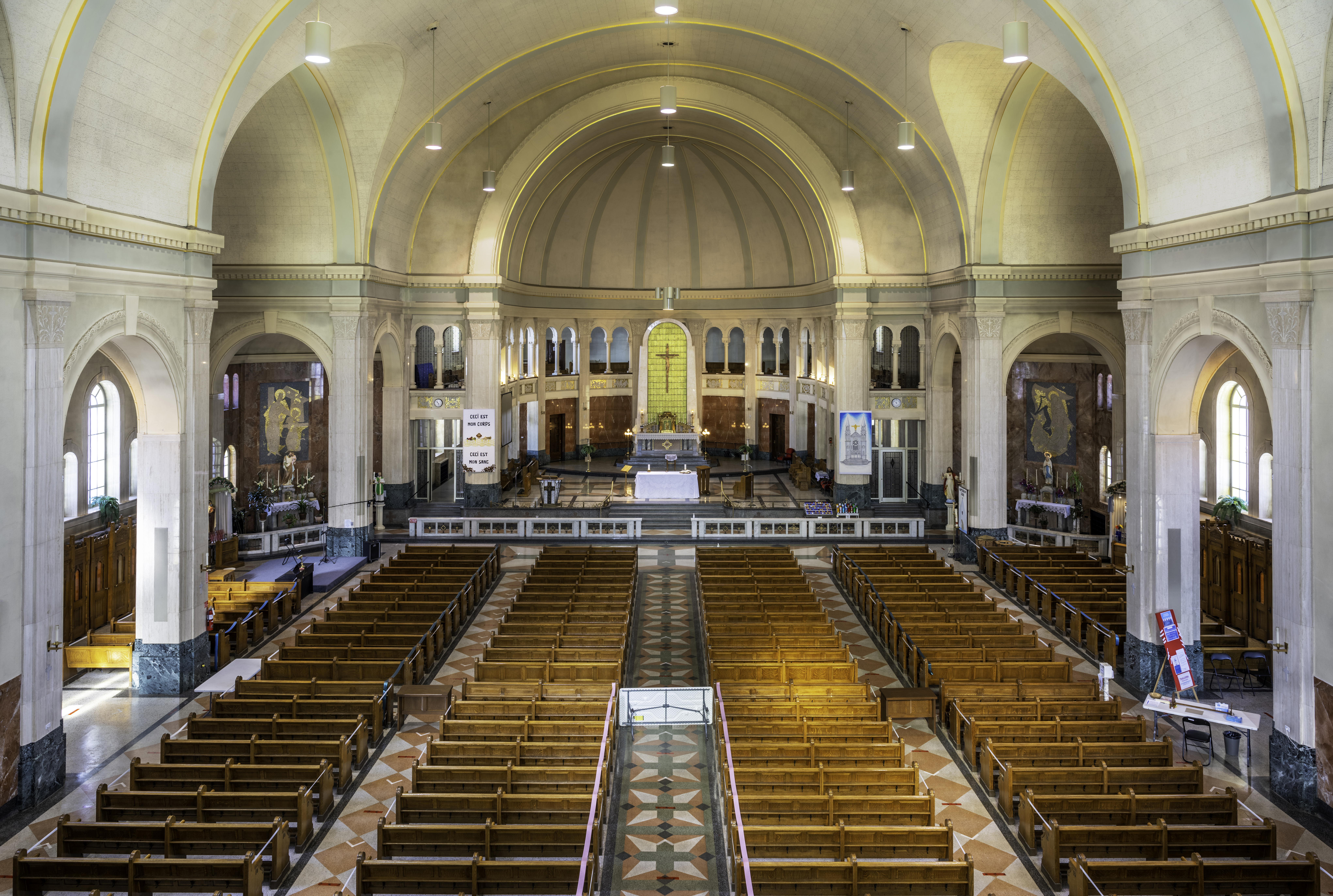
Intérieur de l'église Saint-Ignace de Loyola à Vieux-Moulin. Février 2021.

### Musées, théâtres et lieux d'expositions
- Bibliothèque Étienne-Parent
- Musée de l'Hôpital Robert-Giffard

### Commerces et entreprises
- Promenades Beauport (Centre commercial)
  - Centre Desjardins du Vieux-Moulin
- Carrefour Saint-David (Centre commercial)

### Lieux d'enseignement
- Commission scolaire des Premières-Seigneuries:
  - École secondaire Samuel-De Champlain
  - École primaire Pléaide
  - École primaire Marie-Renouard
  - Centre d'éducation aux adultes Nouvel-Horizon
  - Centre de formation professionnelle Samuel-De Champlain
  - École de la Relance (située dans un centre de réadaptation)
  - École Secondaire Académie Ste-Marie
  - École Primaire De L'Armorie (anciennement Ste-Édouard)

### Autres édifices notables
- Institut universitaire en santé mentale de Québec

## Démographie
Lors du recensement de 2016, le portrait démographique du quartier était le suivant :
- sa population représentait 18,5 % de celle de l'arrondissement et 2,8 % de celle de la ville.
- l'âge moyen était de 51,9 ans tandis que celui à l'échelle de la ville était de 43,2 ans.
- 38,6 % des habitants étaient propriétaires et 61,4 % locataires.
- Taux d'activité de 54,6 % et taux de chômage de 5,8 %.
- Revenu moyen brut des 15 ans et plus : 35 896 $.

| 1996   | 2001   | 2006   | 2011   | 2016   | 2021   |
| ------ | ------ | ------ | ------ | ------ | ------ |
| 14 565 | 14 050 | 14 220 | 14 115 | 14 985 | 15 155 |